# Bass Lake (Contea di Sawyer, Wisconsin)
Bass Lake è un comune degli Stati Uniti, situato in Wisconsin e in particolare nella Contea di Sawyer.